# Nuesa

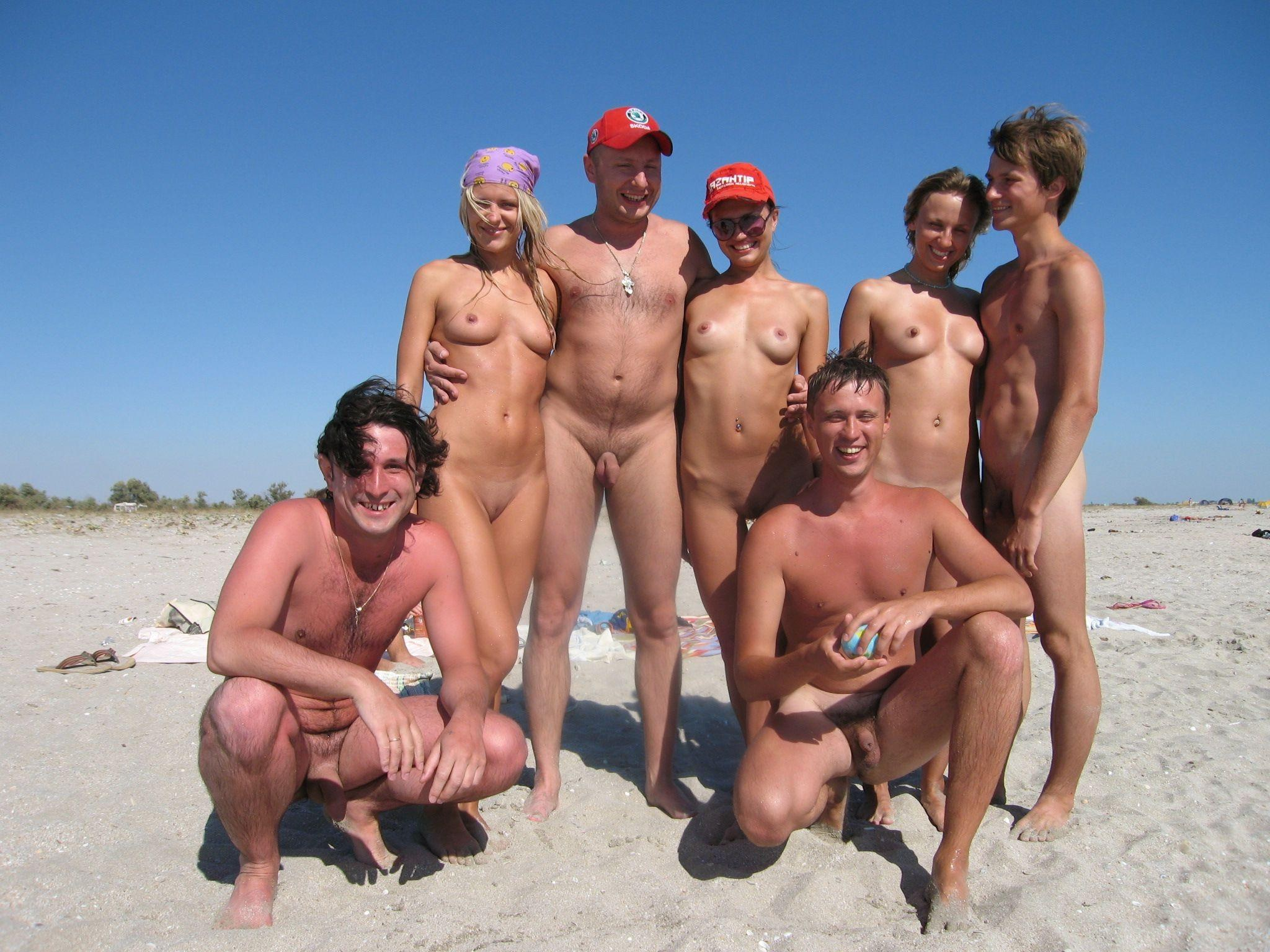
Persones nues amb total naturalitat

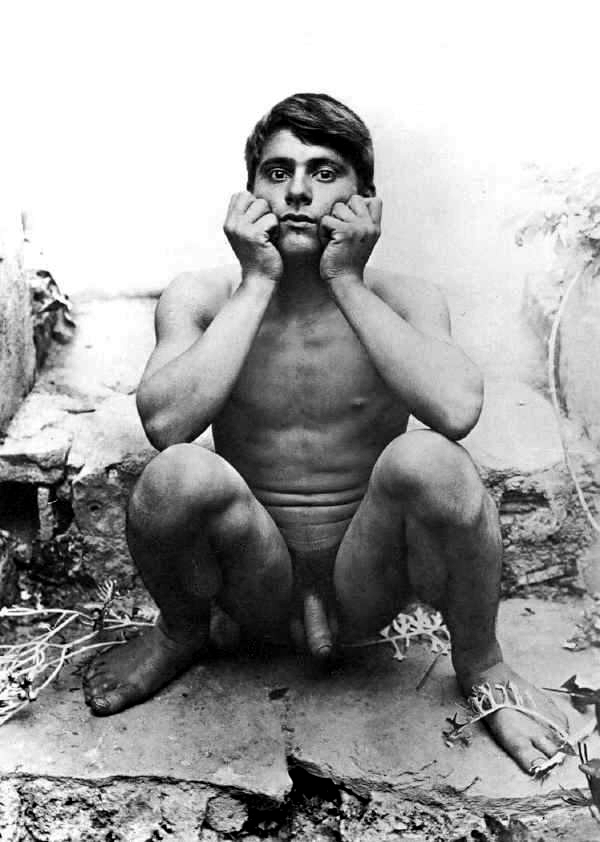
Fotografia de Wilhelm von Gloeden (1856-1931). Número de catàleg: 2059.

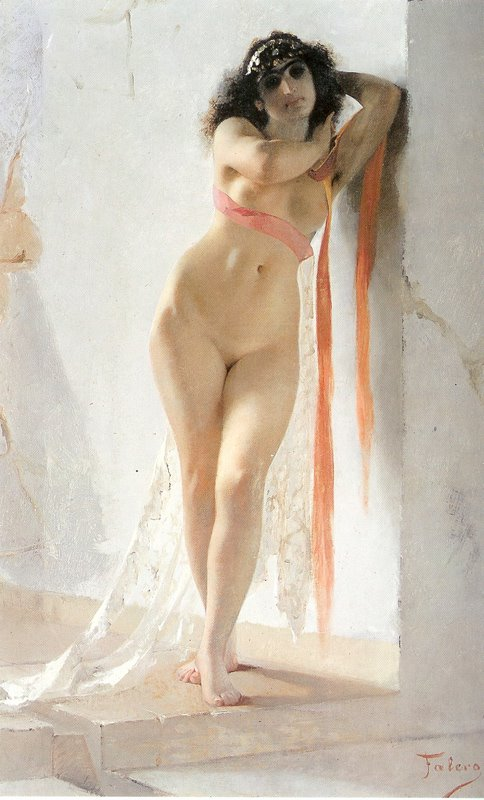
Representació d'una dona oriental nua, pel pintor andalús Luis Ricardo Falero.

La nuesa o nuditat és l'estat natural d'una persona que no es cobreix la superfície del cos amb roba o amb altres induments. Sovint s'aplica el terme simplement si no es cobreixen els òrgans genitals, malgrat altres parts del cos ho estiguin.
És possible de parlar de seminuesa en el cas que es cobreixin només els genitals i es deixi al descobert la major part de la resta del cos.

## Nuesa i cultures
La nuditat total no és acceptable en moltes societats, excepte en àmbits o situacions molt concretes. Això pot ser per un sentiment de pudor, o per criteris morals o religiosos. La visió negativa de la nuditat s'ha imposat en gran part del món, a causa de l'expansió i del colonialisme de la cultura cristiano-occidental, fet que ha minvat la nuesa en què vivien moltes cultures i societats humanes o l'ha fet desaparèixer del tot.
De tota manera encara hi ha societats que encara viuen bàsicament nues o en les que la nuesa no genera cap mena de rebuig. Els extints indis de la Terra del Foc, vivien en completa nuesa, ja que, a pesar de les baixes temperatures, només es protegien amb greix de foca. Els indis yanomamo i altres tribus amazòniques viuen bàsicament en nuesa i no experimenten pudor per aquest motiu. Els massai es cobreixen amb una túnica però és fàcil observar els seus genitals, que és vergonyós de cobrir. Hi ha tribus on les dones es cobreixen els pits, perquè és quelcom que s'ha desenvolupat tardanament, amb l'arribada de la pubertat femenina, però no els genitals, ja que és quelcom que de sempre ha pogut observat tothom. En la cultura xinesa, hi va haver un culte als peus, de tal manera que la representació dels genitals és ben franca, però els peus es representen coberts o en l'acte eròtic de descobrir-los. Al Japó i a l'Índia són freqüents les representacions de nuesa i de sexualitat explícites.
En la cultura grecoromana, base de la nostra, no hi havia una visió negativa de la nuesa humana. Els atletes grecs competien nus. La mateixa paraula gimnàstica procedeix del grec, que vol dir nuesa. Les prostitutes romanes, que no podien vestir-se com les matrones, sovint deambulaven nues pels carrers. Ens han arribat força mostres de nuesa i de sexualitat en pintures, escultures i ceràmiques d'aquella època.

## Nuesa i cultura cristiano-occidental
Amb l'adveniment del judeocristianisme es va condemnar la nuesa pública, com la condemnava ja el judaisme, de tal manera que s'ha passat gairebé a igualar nuesa amb sexe, concupiscència o amb obscenitat sexual.
En l'època victoriana, amb un puritanisme i amb una gran repressió en contra de la visió del cos nu, el coit de les parelles casades es realitzava a les fosques o a través d'un orifici en la roba de la dona.
En la nostra cultura s'entén que les persones usen habitualment roba per cobrir-se, particularment els òrgans genitals quan s'està en públic o amb altres persones en general, inclosa la família més propera. El més "normal" en aquesta cultura és, doncs, usar vestits, de tal manera que difícilment veurem que algú pregunti el motiu de vestir-se (en cas de calor, per prendre el sol o un bany). Si en les mateixes ocasions esmentades, una persona decideix prescindir totalment de la roba, probablement se li pregunti perquè s'ha despullat (considerant que abans anava vestida, com si les peces de roba formessin part de la persona).
Hi ha una certa tendència a considerar la nuesa com a exhibició, particularment si hi ha infants presents. Durant el segle xx, a Espanya, es castigava com a delicte d'escàndol públic, que va desaparèixer del nou Codi Penal espanyol. Actualment, doncs, la nuesa no és punible legalment. Aquest és el motiu que duu a certs agents a considerar qualsevol nuesa adulta com a exhibició, delicte punible, però que es refereix a realitzar activitats sexuals dirigides a menors o a persones amb minusvalidesa psíquica (segons la llei "incapaços"). La nuditat simple no és mai activitat sexual ni obscenitat, motiu pel qual no pot ser considerada delicte, malgrat els intents d'aplicació de criteris morals particulars, no recollits en la llei.
L'educació del pudor acaba per dificultar o impossibilitar la nuesa al propi domicili. Sovint es recompensa amb actituds d'aprovació l'adquisició d'aquest sentiment. En una mateixa família poden conviure persones repressores o tolerants i respectuoses amb la nuesa d'altres membres, amb d'altres que tinguin majors o menors desitjos d'estar-se nues per casa.
Existeixen grups molt conservadors que sol·liciten platges per "ús familiar", on existeixi "emparament" per la infància. Entenen que la nuesa, el "top-less", els tangues i els bolquers sense calcetes són contraris al seu concepte de decòrum i d'empara per la infància. Segons la seva visió, la família és només allò que entenen com a tal, tot i que existeixen altres famílies amb diferents sensibilitats i que ningú no ha demostrat que la visió d'un pit femení o d'una persona nua pugui danyar cap ment infantil no manipulada ni condicionada prèviament. D'altra banda és constatable que tractar la nuesa amb naturalitat és més saludable, del punt de vista psicològic. L'evidència es pot veure fàcilment observant els infants de les tribus que viuen nues, així com els de les famílies de la nostra societat que no fan cap tabú de la nuditat humana.
En la nostra cultura hi ha tres moviments que reivindiquen d'alguna manera la nuesa en espais públics o privats: nudactivitat, nudisme i naturisme.